# (16766) Righi
(16766) Righi ist ein Asteroid des Hauptgürtels, der am 18. Oktober 1996 vom italienischen Amateurastronomen Vittorio Goretti, von seiner privaten Sternwarte in Pianoro aus (IAU-Code 610), entdeckt wurde.
Der Asteroid gehört zur Gefion-Familie, einer Gruppe von Asteroiden des mittleren Hauptgürtels, die nach (1272) Gefion benannt wurde. Früher wurde die Gruppe auch als Ceres-Familie bezeichnet (nach (1) Ceres, Vincenzo Zappalà 1995) und Minerva-Familie (nach (93) Minerva, AstDyS-2-Datenbank).
Der Himmelskörper wurde am 9. März 2001 nach dem italienischen Physiker Augusto Righi (1850–1920) benannt, der die Forschungen von Heinrich Hertz fortführte und mit diesen Erkenntnissen seinen Schüler Guglielmo Marconi inspirierte.